# Episodi di 3% (prima stagione)
La prima stagione della serie televisiva 3% è stata interamente pubblicata su Netflix il 25 novembre 2016.
| nº | Titolo originale      | Titolo italiano           | Pubblicazione originale | Pubblicazione Italia |
| -- | --------------------- | ------------------------- | ----------------------- | -------------------- |
| 1  | Capítulo 01: Cubos    | Capitolo 01: I cubi       | 25 novembre 2016        | 25 novembre 2016     |
| 2  | Capítulo 02: Moedas   | Capitolo 02: Le monete    | 25 novembre 2016        | 25 novembre 2016     |
| 3  | Capítulo 03: Corredor | Capitolo 03: Il corridoio | 25 novembre 2016        | 25 novembre 2016     |
| 4  | Capítulo 04: Portão   | Capitolo 04: La porta     | 25 novembre 2016        | 25 novembre 2016     |
| 5  | Capítulo 05: Água     | Capitolo 05: L'acqua      | 25 novembre 2016        | 25 novembre 2016     |
| 6  | Capítulo 06: Vidro    | Capitolo 06: Il vetro     | 25 novembre 2016        | 25 novembre 2016     |
| 7  | Capítulo 07: Cápsula  | Capitolo 07: La capsula   | 25 novembre 2016        | 25 novembre 2016     |
| 8  | Capítulo 08: Botão    | Capitolo 08: Il pulsante  | 25 novembre 2016        | 25 novembre 2016     |

## Capitolo 01: I cubi
- Titolo originale: Capítulo 01: Cubos
- Diretto da: César Charlone
- Scritto da: Pedro Aguilera

### Trama
In un lontano futuro, la maggior parte della popolazione mondiale vive in povertà nell'Entroterra, mentre le persone che vivono nell'Offshore soggiornano in un paradiso virtuale. Ogni anno, ogni ventenne dell'Entroterra ha la possibilità di raggiungere l'Offshore attraverso una serie di test chiamati "il Processo", ma solo il 3% riesce a superarli. Michele è una di loro, ed entra nel Processo con la sua migliore amica Bruna. Il capo del Processo, Ezequiel, è sorvegliato da una donna dell'Offshore di nome Aline poiché uno dei candidati dell'anno precedente ha commesso il primo omicidio dell'Offshore. I ventenni sono chiamati il giorno del Processo al complesso contenente i test, situato sopra un monte e il giorno prima devono effettuare una registrazione all'Offshore, tramite un chip impiantato dietro l'orecchio. Il giorno successivo si svolge il primo test: è un colloquio, dove i candidati dovranno rispondere a delle domande poste da degli intervistatori che valutano le reazioni. Un candidato, dopo aver fallito il colloquio, si suicida per la frustrazione del fallimento. Dopo il primo test la candidata Joana nota che un altro candidato, Rafael, ha falsificato la sua registrazione. Nel secondo test i candidati devono assemblare nove cubi partendo da una serie di solidi complessi. Rafael ruba un cubo da un altro candidato ed Ezequiel gli permette di passare; Michele aiuta Fernando, un candidato disabile, a inizio test ed egli, quando vede che lei ne ha fatti solo otto, l'aiuta mettendo insieme i cubi per formarne uno più grande. Successivamente Michele e Bruna vengono prese in disparte perché l'Offshore, tramite informazioni ricevute da un prigioniero, sa che una delle due è una talpa di un gruppo rivoluzionario anti-Processo noto anche come "La Causa". Cassia, l'agente dell'Offshore, dà loro tre minuti per confessare o verranno uccise entrambe; quando si assenta un momento, Michele convince Bruna ad attaccare Cassia insieme. Bruna aggredisce quest'ultima e viene uccisa, venendo creduta la talpa, mentre Michele fa solo finta: è in realtà lei la talpa, devota alla Causa poiché Ezequiel ha ucciso suo fratello. Tuttavia la ragazza, appena lasciata sola, scoppia in lacrime per aver causato la morte alla sua amica.

## Capitolo 02: Le monete
- Titolo originale: Capítulo 02: Moedas
- Diretto da: Daina Giannecchini, Jotagá Crema
- Scritto da: Cássio Koshikumo, Denis Nielsen

### Trama
I candidati vengono sottoposti a un esame medico e Fernando scopre che la sua disabilità può essere curata nell'Offshore: tuttavia egli confessa a Michele che si sentirebbe una persona diversa senza la sua sedia. Nel terzo test i gruppi devono esaminare una scena allestita in una sala da pranzo e capire cosa stia succedendo. Fernando teorizza che la donna sia stata avvelenata dalla moglie del suo amante, ma Rafael fa notare le incongruenze e spiega che in realtà la donna ha subito una reazione allergica all'argento presente nelle posate, supportato da alcune deduzioni di Joana. Nel test successivo il gruppo dovrà decidere chi eliminare tra loro, facendo passare gli altri che saranno in possesso di una moneta. Dopo varie discussioni si decide di estrarre a sorte e viene esclusa Joana: tuttavia giunto l'esaminatore Joana con un'abile prestidigitazione sottrae la moneta a Lucas che viene eliminato. Nel frattempo Aline scopre che Ezequiel si è camuffato e si è diretto nell'Entroterra, però prima che possa essere identificato con il riconoscimento facciale con le telecamere di sorveglianza, Ezequiel se ne accorge e torna sui suoi passi. Aline fa rapporto ai superiori che gli ordinano di trovare le prove per esonerare Ezequiel.

## Capitolo 03: Il corridoio
- Titolo originale: Capítulo 03: Corredor
- Diretto da: Dani Libardi
- Scritto da: Ivan Nakamura, Denis Nielsen

### Trama
Per la quinta prova il gruppo di Michele deve attraversare un corridoio buio dove viene rilasciato del gas allucinogeno; Joana resiste alle allucinazioni e, accorgendosi del gas, riesce a portare alla fine del corridoio tutti i compagni, superando il test. I candidati vengono successivamente accompagni nei dormitori, dove Fernando e Michele si baciano. Joana la notte si sveglia e va in bagno, tormentata ancora da ricordi misti ad allucinazioni, dove viene aggredita da Ágata, anch'essa affetta da allucinazioni. Rafael interviene e le separa, dicendo a Joana che sa che anche lei come lui ha contraffatto la registrazione: la ragazza infatti uccise per errore il figlio di un malvivente locale e si fece impiantare il chip per sfuggire alle ritorsioni attraverso il Processo. Nel frattempo un bambino si intrufola nella struttura e viene recuperato da Ezequiel che fa cessare l'allarme e cancella le registrazioni; egli sfama il bambino, chiamato Augusto, dicendogli che non deve più entrare e che lui non potrà più andarlo a trovare nell'Entroterra spesso come prima, quindi lo fa fuggire. La mattina successiva Joana si accorge che l'ingresso al dormitorio è stato sigillato e allerta gli altri.

## Capitolo 04: La porta
- Titolo originale: Capítulo 04: Portão
- Diretto da: Jotagá Crema
- Scritto da: Cássio Koshikumo, Ivan Nakamura, Jotagá Crema

### Trama
Marco intuisce che il codice binario visualizzato su un pannello indica la disposizione delle leve nelle stanze e, autoproclamatosi capo, organizza i compagni per posizionare le leve nel giusto ordine. Ad ogni sequenza corretta da un condotto d'aria viene inviato del cibo che, su proposta di Michele, viene distribuito seguendo l'ordine alfabetico. Non soddisfatto, Ezequiel modifica il test: invia tre razioni di cibo per candidato e osserva le reazioni. Marco, sospettoso per quanto accaduto, raduna alcuni ragazzi tra i più forti e cerca di forzare la porta d'ingresso; non riuscendo ad uscire Marco teorizza che sia un test di sopravvivenza e con il suo gruppo comincia ad estorcere le razioni agli altri partecipanti, arrivando ad uccidere una ragazza perché pensa nasconda la sua parte. Rafael, si ribella agli ordini di Marco e viene inseguito da quest'ultimo e i suoi che minacciano di ucciderlo. Egli cerca rifugio dal gruppo di Michele che nel frattempo ha costruito una barricata; Rafael sussurra qualcosa a Michele e la convince a farlo entrare, assediati subito dopo dal gruppo di Marco. Intanto Joana si arrampica nel condotto d'aria per uscire e viene accolta da Ezequiel che l'avverte che solo lei può terminare il test. Joana riscende quindi dal condotto nel dormitorio radunando tutti gli altri candidati e attaccando il gruppo di Marco che, in netta inferiorità numerica, viene malmenato. Le porte si aprono e tutti i candidati escono, mentre il gruppo di Marco giace a terra e quest'ultimo, gravemente ferito, rimane schiacciato nelle porte che si richiudono. Una volta fuori Fernando chiede a Michele cosa le abbia detto Rafel, ma la ragazza liquida la questione: in realtà Rafael si chiama Tiago ed è una spia della Causa che rubò la registrazione a suo fratello, il vero Rafael, per ritentare il Processo fallito l'anno prima.

## Capitolo 05: L'acqua
- Titolo originale: Capítulo 05: Água
- Diretto da: César Charlone
- Scritto da: Pedro Aguilera

### Trama
Aline dice a Ezequiel che si è intrufolata nella sua stanza e ha raccolto le impronte digitali di Augusto, sufficienti a farlo dimettere, tuttavia gli propone di tacere e avere salva la reputazione se si dimetterà proponendo lei come successore. Cinque anni prima  Ezequiel divenne direttore generale del Processo, mentre sua moglie Julia gli faceva da assistente; un giorno la donna, osservando il video di un'operazione nell'Entroterra, riconobbe un bambino e da allora cerco di individuare dove si trovasse. Ezequiel se ne accorse e chiese spiegazioni a Julia che confessò che quel bambino era Augusto, il figlio che ebbe prima di entrare al Processo. Ezequiel cercò di convincerla a dimenticarlo, ma Julia diventò sempre più ossessiva finché non tentò di fuggire verso l'Entroterra. Ezequiel la fermò e la fece ricoverare in un centro di recupero, ma lei si lasciò annegare commettendo il primo suicidio della storia dell'Offshore. Ezequiel a quel punto cominciò a fare visita di nascosto ad Augusto, dicendogli che saprà di sua madre una volta superato il Processo.

## Capitolo 06: Il vetro
- Titolo originale: Capítulo 06: Vidro
- Diretto da: Daina Giannecchini, Dani Libard
- Scritto da: Cássio Koshikumo, Denis Nielsen, Ivan Nakamura, Jotagá Crema

### Trama
A ogni candidato viene assegnata una stanza dove avviene il successivo test: in presenza dei loro parenti devono scegliere se tornare nell'Entroterra con la propria famiglia e una grossa quantità di denaro o rinunciare a tutto e rimanere nel Processo. Fernando intende lasciare il Processo, ma il padre gli impone di rimanere, dicendogli che non lo riaccoglierà in casa se dovesse rinunciare; la madre di Rafael minaccia di denunciarlo se non dovesse tornare, ma Rafael la ricatta dicendo che dirà che la falsa registrazione è stata una sua idea e riesce a rimanere. Joana viene assalita da un uomo che afferma di essere stato mandato dal malvivente di cui Joana ha ucciso il figlio: egli le propone di tornare indietro con i soldi per avere salva la vita, oppure la ucciderà e intascherà la taglia posta su di lei. Joana viene sopraffatta dall'uomo, ma urla il suo desiderio di raggiungere l'Offshore. L'uomo la lascia andare e le dice che ha passato il Processo: egli è in realtà un uomo di Ezequiel che, conoscendo la vera storia di Joana, l'ha messa alla prova per testare la sua fede nel Processo, non essendo importante che la sua registrazione sia falsificata. Successivamente i candidati, eccetto Joana, vengono sottoposti a prove individuali. Fernando riceve il compito di ideare una nuova prova per il Processo ed egli progetta un test in cui la motivazione dei candidati viene messa alla prova, convincendoli che un loro caro nell'Entroterra sia in grave pericolo, in modo che abbiano la tentazione di lasciare il Processo per prendersene cura; la prova viene ritenuta accettabile e Fernando passa il test individuale. Rafael riceve il compito di convincere uno degli altri candidati a collaborare con lui per azionare contemporaneamente due interruttori molto distanti l'uno dall'altro: con difficoltà convince Fernando ad aiutarlo, riferendogli che lui e Michele fanno parte della Causa e che se lui dovesse denunciarlo anche la copertura della ragazza salterebbe. La prova di Michele consiste nell'informare i genitori di Bruna che la loro figlia è morta, e convincerli a iscrivere comunque la figlia minore al Processo quando sarà il momento: Michele passa la prova, rivelando che anche suo fratello è morto durante il Processo, ma che ciò non ha scalfito la sua fede. Michele torna nella sua stanza e con un pezzo di vetro estrae una capsula nascosta sottopelle. Ezequiel si reca nell'Entroterra da Augusto e gli dice che non potrà più rivederlo.

## Capitolo 07: La capsula
- Titolo originale: Capítulo 07: Cápsula
- Diretto da: Daina Giannecchini
- Scritto da: Cássio Koshikumo

### Trama
Durante la cena celebrativa per i candidati prima del loro passo finale, la "purificazione", Michele avvelena la bevanda di Ezequiel con la capsula che si era precedentemente tolta da sotto la pelle, ma lui e Cesar si scambiano inavvertitamente i bicchieri, causando la morte di quest'ultimo. Intuendo di essere il vero bersaglio, Ezequiel interroga individualmente tutti i candidati per trovare il colpevole, sicuri che sia opera di una talpa della Causa. Finiti gli interrogatori Ezequiel e Cássia incastrano Aline come colpevole, inscenando una falsa confessione del membro della Causa catturato: in un ultimo tentativo di dimostrare la sua innocenza, cerca di inviare al Consiglio alcuni file che incriminino Ezequiel, ma il consiglio riceve il rapporto già inviato che si complimenta con Ezequiel. I candidati intanto vengono lasciati tornare nelle proprie stanze e Michele vi trova Ezequiel che l'aspetta.

## Capitolo 08: Il pulsante
- Titolo originale: Capítulo 08: Botão
- Diretto da: César Charlone
- Scritto da: Denis Nielsen, Pedro Aguilera

### Trama
Ezequiel dice a Fernando che Michele è stata eliminata dal Processo e lui decide di ritirarsi per raggiungerla, ma a quel punto viene informato che gli esaminatori si erano accorti dei suoi dubbi nei confronti del Processo e che sono riusciti a eliminarlo sottoponendolo alla prova che lui stesso aveva progettato. Nel frattempo, Michele viene torturata tramite waterboarding e pau de arara, ed infine confessa a Ezequiel che voleva ucciderlo perché lui ha ucciso suo fratello. Ezequiel le rivela che in realtà suo fratello è vivo nell'Offshore ed è stata manipolata dalla Causa, perciò le offre di collaborare poiché anche lui fu un membro della Causa e si trovò in una situazione simile. Michele decide infine di collaborare e con le sue indicazioni viene arrestato il reclutatore della Causa, mentre lei sarà portata al centro di recupero nell'Offshore. Nel frattempo Rafael scopre che il rituale di "purificazione" è un vaccino che rende sterili le persone in modo che l'ereditarietà sia completamente sostituita dalla meritocrazia, così che nell'Offshore siano presenti solo persone che hanno superato il Processo. Rafael è scioccato all'inizio, ma decide di procedere per la Causa. Intanto Joana è stata presa in disparte da Ezequiel che le offre di guadagnarsi una posizione tra le élite se ucciderà a sangue freddo uno dei criminali che la stava cercando; Joana si rifiuta e litiga con Ezequiel, lasciando il Processo e incontrando Fernando all'uscita, con cui torna all'Entroterra mentre entrambi esprimono disprezzo per il Processo. Intanto, Michele e il resto dei candidati si dirigono verso l'Offshore.